# Carlos Morel
Carlos Morel (1813 - 1894) fue un pintor argentino. 
Nació en la ciudad de Buenos Aires, hijo de José María Morel y Pérez y de Juliana Miró. Se formó con maestros europeos en la escuela de dibujo de la Universidad de Buenos Aires, como los profesores el italiano Pablo Caccianiga y el suizo José Guth. Murió a muy avanzada edad pero su obra significativa abarca hasta sus treinta años, momento en el cual una enfermedad mental afectó sus capacidades.
Produjo una gran cantidad de óleos y acuarelas que ilustran las calles porteñas, las pulperías, los gauchos y otros personajes de los primeros años de Argentina.
 
Se ha catalogado a su estilo dentro del Romanticismo, por los dramáticos movimientos y la gestualidad de sus personajes, como también los efectos lumínicos y los colores contrastantes. Gracias a Morel, por primera vez en la pintura argentina, se pasa del pintoresquismo periférico de los viajeros europeos -algunos aún técnicamente mejor dotados que él- para entrar en la esencia del ambiente pampeano. 
En su colección de litografías "Vistas y Escenas del país", 1841, representa escenas costumbristas donde el gaucho y el indio exhiben desde su vestimenta y sus armas típicas hasta sus familias y faenas.

## Obras
|                                                   |
| Combate de caballería en la época de Rosas (1830) |

|                        |
| Payada en una pulpería |

|                                                 |
| Carga de caballería del Ejército Federal (1830) |

|                                        |
| Retrato de Don Florencio Escardó(1840) |

|                          |
| Cacique pampa y su mujer |

|                          |
| Cacique pampa y su mujer |

|                     |
| Carga de caballería |

|                              |
| Indios pampas (Serie Ibarra) |